# Stanley Colville
Sir Stanley Cecil James Colville (Londra, 21 febbraio 1861 – 9 aprile 1939) è stato un ammiraglio scozzese.

## Biografia
Era il figlio di Charles Colville, I visconte Colville di Culross, e di sua moglie, Cecil Katherine Mary Carrington, figlia di Robert Carrington, II barone Carrington.

### Carriera
Colville studiò presso il Marlborough College prima di salire sulla Britannia nel luglio 1874. Nel mese di ottobre 1876 è stato promosso a guardiamarina e nominato alla corazzata Sultan nella Mediterranean Fleet. Nel maggio 1878 fu trasferito sulla corazzata Black Prince nella Channel Fleet e nel gennaio 1879 sulla corvetta Boadicea nella flotta di Capo di Buona Speranza. Nel mese di ottobre 1880 è stato promosso a sottotenente di Vascello e inviato a Portsmouth.
Nel luglio 1882 entra a far parte della corazzata Alexandra, nave ammiraglia della Mediterranean Fleet. Fu promosso a tenente nel novembre 1882 per i suoi servizi al bombardamento di Alessandria. Nel maggio 1883 entra a far parte della corvetta Canada, servendo insieme al principe Giorgio di Galles (poi re Giorgio V). Nel settembre 1884 ritornò sull'Alexandra.
Nel mese di agosto 1890 è stato nominato primo tenente della Royal Yacht Victoria and Albert. Fu promosso a comandante nell'agosto 1892 e nel maggio 1893 venne trasferito sulla corazzata Trafalgar. Fu promosso a capitano nel mese di agosto 1896.
Dal 1897 al 1898 è stato consulente del Naval Adviser to the Inspector-General of Fortifications presso il Ministero della Guerra di Londra. Nel settembre 1898 ha preso il comando della corazzata Barfleur. Nel marzo 1900 è stato nominato capitano sull'incrociatore Crescent. Nel maggio 1902 divenne capo del personale per l'ammiraglio Sir Compton Domvile, comandante in capo della flotta del Mediterraneo, sulla corazzata Bulwark. Nel dicembre 1905 ha preso il comando della corazzata Hindustan nella flotta atlantica ed è stato nominato un aiutante di campo del re.
Colville è stato promosso a Contrammiraglio nel mese di novembre 1906. Nel febbraio 1909 è stato nominato al comando del HMS Drake. Nel luglio 1909 fu trasferito sull'incrociatore HMS Indomitable. È stato promosso a vice-ammiraglio nell'aprile 1911. Nel giugno 1912 ha preso il comando del 1º squadrone della Home Fleet, sul HMS Collingwood.
Nel settembre 1914 gli fu affidato il comando delle Isole Orcadi e delle Isole Shetland ed è stato poco dopo promosso ad Ammiraglio. Nel febbraio 1916 fu nominato Comandante in capo, Portsmouth. Nel luglio 1919 è stato nominato primo e principale aiutante di campo navale del re, incarico che ha ricoperto fino al suo ritiro nel mese di aprile 1922.

## Matrimonio
Sposò, il 6 dicembre 1902, Lady Adelaide Jane Meade (?–31 marzo 1960), figlia di Richard Meade, IV conte di Clanwilliam. Ebbero quattro figli:
- George Cecil Colville (9 settembre 1903–18 agosto 1983), sposò Gabrielle Palmer, ebbero una figlia;
- Edward Charles Colville ( 1º settembre 1905–10 gennaio 1982), sposò Barbara Joan Denny, ebbero due figlie;
- Sir Richard Colville (26 settembre 1907–14 giugno 1975), sposò Dorothy Birdwood, ebbero tre figli;
- Frederick James Colville (30 maggio 1913–giugno 1940), sposò Dorothy Louisa Fane, non ebbero figli.

## Morte
Morì il 9 aprile 1939, all'età di 78 anni.